# Abdumo‘min O‘tbosarov
Abdumo‘min Abdumajidovich O‘tbosarov (24 de abril de 1960 — 1 de enero de 2016, Taskent, Uzbekistán) fue un locutor de la Compañía Nacional de Radio y Televisión de Uzbekistán, Artista del Pueblo de Uzbekistán (2014).

## Biografía
Abdumo‘min O‘tbosarov nació el 24 de abril de 1960 en la ciudad de Taskent en la familia de un sirviente. Su padre era maestro y su madre era trabajadora médica. Había cuatro hijos en la familia, Abdumo‘min era el segundo. A su padre le encantaba tomar fotografías, por lo que animó a su hijo a hacer lo mismo.[cita requerida]
Se graduó de la escuela y sirvió en las filas del ejército soviético en el Krai de Jabárovsk de 1977 a 1979. Cuando descubrieron que el futuro locutor tenía conocimientos de fotografía, lo invitaron a trabajar como fotoperiodista.
Después de regresar del servicio militar, entregó sus documentos a la facultad de periodismo de la Universidad Estatal de Taskent en el departamento nocturno (ahora Universidad Nacional de Uzbekistán) y junto con los documentos añadió extractos de periódicos militares donde se encontraban sus artículos y ensayos. fueron publicados. Estos artículos sirvieron para que ingresara a la universidad sin exámenes de ingreso.
En 1981, O‘tbosarov fue contratado como asistente de dirección en Televisión. En 1986, O‘tbosarov fue transferido al grupo Locutores como locutor. De 1988 a 1989 fue enviado a Moscú al Instituto de Desarrollo Profesional del Personal de Radiodifusión y Televisión de toda la Unión. Su maestro fue Igor Kirillov, locutor jefe de la Televisión Central. Abdumo‘min O‘tbosarov era locutor de programas de televisión en Ostankino. Después de regresar de Moscú, continuó su trabajo como presentador en la televisión uzbeka.[cita requerida]

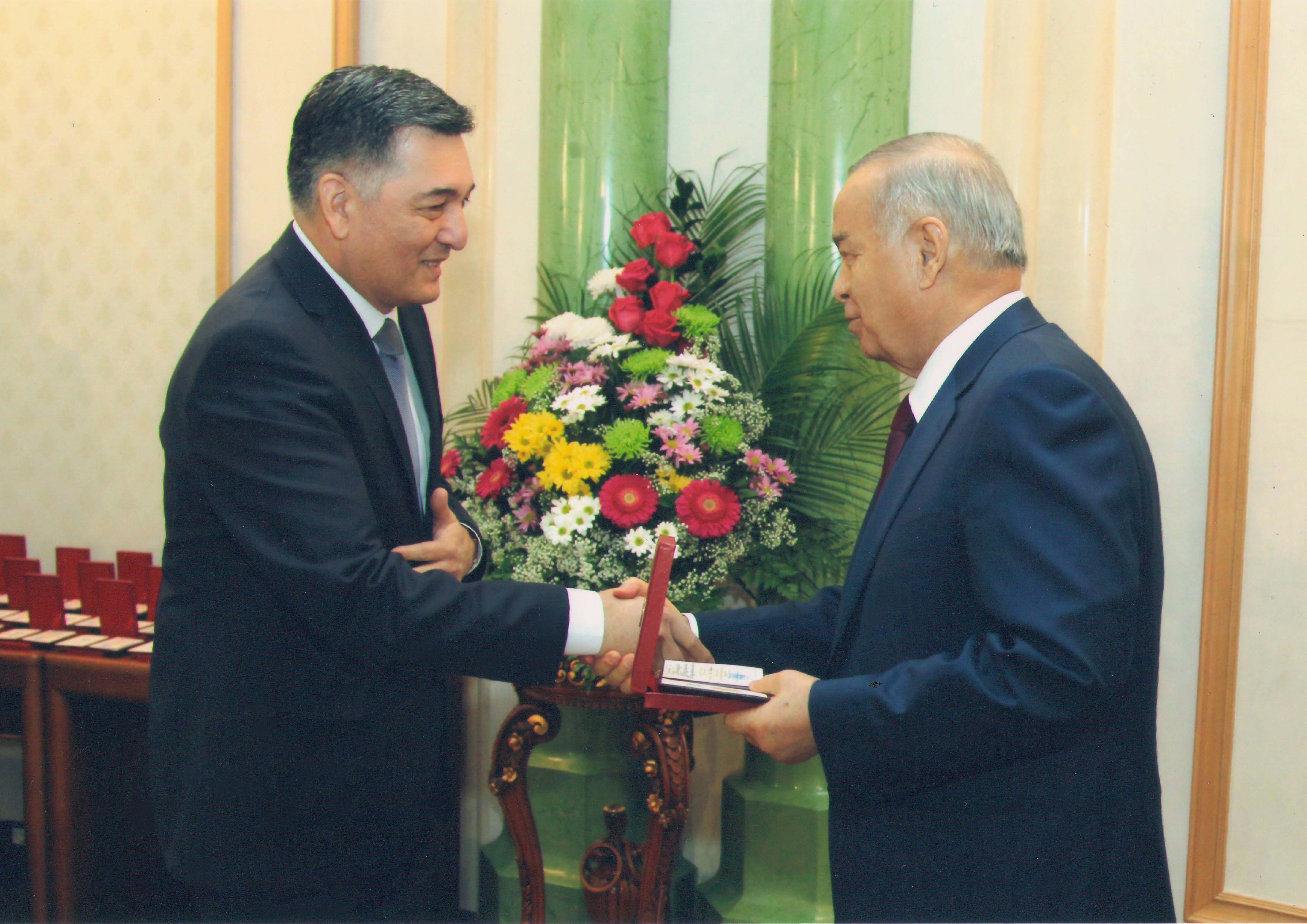
Presentación del título "Artista del Pueblo de la República de Uzbekistán".

Adumomin Abdumajidovich trabajó como locutor durante toda su carrera. Dirigió el programa informativo "Akhborot", participó en la inauguración de numerosos eventos deportivos como "Umid Nihollari", "Barkamol Avlod". Fue anfitrión de los siguientes eventos estatales: cumbre internacional de la OCS; festival internacional de música "Sharq Taronalari"; Se celebraron conciertos y eventos festivos dedicados a las visitas de jefes de Estado extranjeros.
Es autor de varias colecciones de poemas satíricos "Topgan Gul...".
La última actuación de Suhandan fue el 31 de diciembre de 2015, cuando el presidente de Uzbekistán, Islam Karimov, le dio un saludo de Año Nuevo.Después del programa, sufrió un infarto y abandonó este mundo brillante en la unidad de cuidados intensivos de la Academia Médica de Taskent.

## Familia
- Gozal O‘tbosarova - esposa de Abdumomin O‘tbosarov.
- Jamshid O‘tbosarov - son, se graduó en el Instituto de Finanzas de Taskent .
- Nozim O‘tbosarov - hijo, graduado de la Universidad de Tecnologías de la Información de Taskent.[6]

## Premios
- Oʻzbekistonda xizmat koʻrsatgan madaniyat xodimi (Honorable trabajador cultural de Uzbekistán) [7]
- Oʻzbekiston xalq artista (Artista del Pueblo de Uzbekistán) [7]
- "Mehnat shuhrati" ordeni (Orden de la Gloria Laboral) [8]